# On Melancholy Hill
«On Melancholy Hill» es la décima canción del álbum de Gorillaz Plastic Beach. La canción es el segundo sencillo del álbum. En una entrevista con los creadores de Gorillaz Damon Albarn y  Jamie Hewlett, anunciaron que On Melancholy Hill remplazaría a Superfast Jellyfish como el segundo sencillo.
Originalmente la canción era para The Good, The Bad and The Queen de Damon Albarn.

## Vídeo Musical
El video se lanzó en todo el mundo el 14 de junio de 2010. Empieza con Noodle en un crucero (llamado Harriet M.), un marino entra en el cuarto donde se encuentra ella y le informa que hay piratas atacando el barco y que él está encargado de escoltarla a los botes salvavidas, ella entonces saca un  Subfusil Thompson que tiene en una maleta y sale disparando contra los aviones que están atacando a la nave (similares a Chance Vought F4U Corsair). Noodle se encarga de tirar abajo un avión pero no tiene tiempo suficiente para disparar al otro, el otro avión deja caer una bomba en el barco. A medida que el barco se hunde, se ve a Noodle que sube a un bote salvavidas con su guitarra y algunos suministros. Mientras tanto Murdoc, 2-D y Cyborg Noodle que viajan a través de las profundidades del océano con una flota de embarcaciones, principalmente con todos los colaboradores que ayudaron a hacer el álbum (aparecen Lou Reed, Gruff Rhys, Snoop Dogg, Mick Jones, Paul Simonon y De La Soul), De La Soul en su submarino matan un par de medusas (idénticas a las de la comida, "Superfast Jellyfish"). Luego Murdoc ve un Manatí sentado con una sombrilla y un sombrero en lo alto de una meseta de plástico y ordena a Cyborg Noodle que el submarino salga a flote. Paralelamente, Noodle sigue flotando a la deriva en su bote salvavidas cuando una silueta se acerca bajo el mar, la silueta resulta ser Russel que ahora es un gigante (debido a los desechos tóxicos que ingirió mientras nadaba hacia Plastic Beach) y la levanta en su cabeza con bote y todo. Ya en Plastic Beach, los submarinos se levantan a la superficie, donde un gran manatí está sentado sobre una meseta de altura. Murdoc ve a por un telescopio a la figura sombría del primer video Stylo inclinado sobre la criatura y da órdenes de Cyborg Noodle para atacarlo. Cyborg Noodle dispara a la figura pero las balas solo le rasgan la capa. La sombra agarra el manatí y se zambulle en el océano y la niebla empieza a despejarse revelando la imponente silueta de Plastic Beach..
Esto pasa directamente después del video Stylo, esto se puede ver en el submarino tiburón (el mismo en que se convierte el auto de aquel video), Cyborg Noodle se recupera del disparo que tenía en la cabeza y vomita un pulpo y 2D todavía lleva puesta una máscara de payaso. Sin embargo, no hay tanto en 3-D como en Stylo lo único que está en 3-D es Cyborg Noodle y el manatí.

## Lista de reproducción
| CD promo |                                         |          |  |
| N.º      | Título                                  | Duración |  |
| 1.       | «On Melancholy Hill» (Edición de radio) | 2:58     |  |
| 2.       | «On Melancholy Hill» (Version de álbum) | 3:53     |  |
| 3.       | «On Melancholy Hill» (Instrumental)     | 3:53     |  |
| 11:44    |                                         |          |  |

| CD Promo (Remixes) |                                                    |          |  |
| N.º                | Título                                             | Duración |  |
| 1.                 | «On Melancholy Hill» (Josh Wink Remix)             | 5:04     |  |
| 2.                 | «On Melancholy Hill» (Josh Wink Dub)               | 7:41     |  |
| 3.                 | «On Melancholy Hill» (The Japanese Popstars Remix) | 7:35     |  |
| 4.                 | «On Melancholy Hill» (She Is Danger Remix)         | 4:21     |  |
| 5.                 | «On Melancholy Hill» (We Have Band Remix)          | 5:14     |  |
| 29:15              |                                                    |          |  |

| Descarga Digital |                                                                        |          |  |
| N.º              | Título                                                                 | Duración |  |
| 1.               | «On Melancholy Hill» (Version de álbum)                                | 4:30     |  |
| 2.               | «On Melancholy Hill» (The Japanese Popstars Remix)                     | 7:35     |  |
| 3.               | «On Melancholy Hill» (She Is Danger Remix)                             | 4:21     |  |
| 4.               | «Stylo» (Labrinth SNES Remix featuring Tinie Tempah)                   | 4:12     |  |
| 5.               | «On Melancholy Hill» (Video)                                           | 4:21     |  |
| 6.               | «On Melancholy Hill» (Animatic)                                        | 3:30     |  |
| 7.               | «Welcome to the World of the Plastic Beach» (Visual en los conciertos) | 3:36     |  |
| 30:08            |                                                                        |          |  |

## Posicionamiento en listas
| Listas (2010)                         | Mejor posición |
| ------------------------------------- | -------------- |
| Reino Unido (Official Charts Company) | 78             |
| Reino Unido (UK Dance Chart)          | 13             |

## Cultura popular
Esta canción apareció en el tercer episodio del videojuego Life Is Strange 2.